# Irebere
Der Irebere (Irabere, deutsch Großes Wasser) ist ein Fluss im Südosten Osttimors.

## Verlauf
Der Letana entspringt im Suco Baricafa (Verwaltungsamt Luro, Gemeinde Lautém). Sobald er Baricafa verlässt, wird er Tunir genannt und bildet die Grenze zwischen den Sucos Caenlio (Verwaltungsamt Iliomar, Lautém) und Uacala (Verwaltungsamt Baguia, Gemeinde Baucau). Der Fluss fließt Richtung Süden, bis der Afalita aus Caenlio kommend in ihn mündet. Beide Flüsse fließen nun gemeinsam als Irebere nach Westen. Ebenfalls aus Caenlio kommend, mündet der Sailuturo in den Irebere, der kurz darauf nach Südwesten schwenkt. Aus Uacala fließt Richtung Süden der Radala. In ihn mündet der Dana, bevor der Radala zusammen mit dem Muadaco den Boro bildet, der schließlich auf den Irebere trifft. Ab hier liegt am Westufer der Suco Larisula (Baguia, Baucau). Aus ihm fließt der Hifu in den Irebere, der einen Teil der Grenze zwischen Larisula und Uacala darstellt. Weiter südwestlich trifft der größte Zufluss auf den Irebere, der Oulauai.
Der nördlichste Quellfluss des Oulauai ist der Iraosso, der im Suco Lavateri (Baguia, Baucau) entspringt. Nach Süden fließend, trifft er im Suco Samalari (Baguia, Baucau) auf den dort entstandenen Dalassa und kurz darauf auf den Danahoe, der im Suco Defawasi (Baguia, Baucau) seinen Ursprung hat. Weiter fließt der Fluss nun als Danahine durch den Suco Alawa Leten (Baguia, Baucau) in Richtung Südosten, bevor er in einem Bogen in den Suco Alawa Craik (Baguia, Baucau) kommt. Hier erreicht aus Nordosten kommend der Mauai den Fluss, der nun Oulauai heißt. Der Mauai hat seine Quelle in Uacala und bildet die Grenze zwischen Defawasi und Larisula. Der junge Oulauai bildet kurz die Grenze zwischen Larisula und Alawa Craik, bevor er nach Osten schwenkt, Dort trifft der Bassaruai auf ihn und trennt nun Larisula von Afaloicai (Verwaltungsamt Uatucarbau, Gemeinde Viqueque).

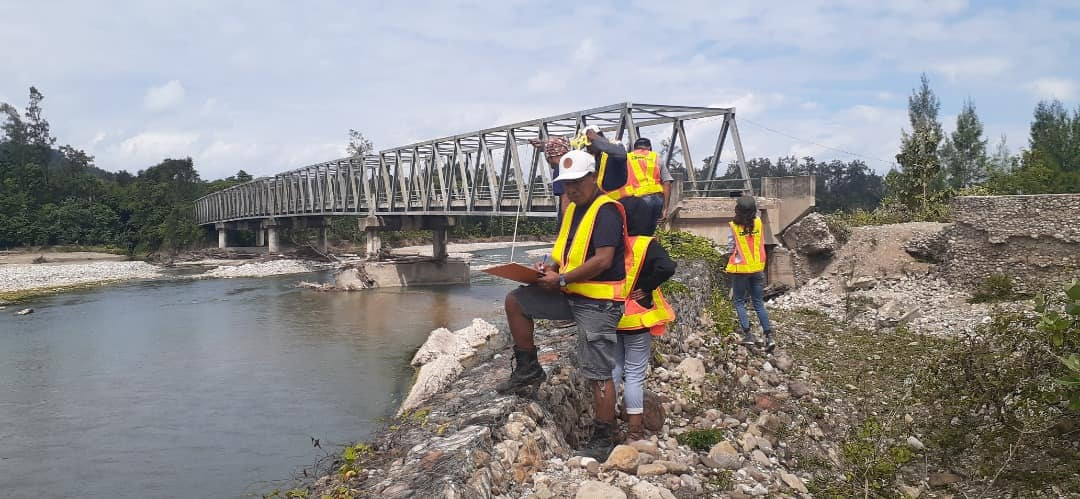
Instandsetzung der Brücke über den Irebere zwischen Tirilolo und Irabin de Baixo (2020)

Der Bassaruai entspringt in Hae Coni (Baguia, Baucau) und ist der Grenzfluss zu Afaloicai (Uatucarbau, Viqueque). Von hier kommt der Buroho und an der Grenze zu Loi Ulo, der Loissouro. Der Buroho mündet noch in den Bassaruai, der Loissouro bereits in den Oulauai. Ab hier liegt südlich des Flusses Loi Ulo, nördlich Larisula. Nach der Mündung des Togauai aus Larisula schwenkt der Oulauai nach Südosten, erreicht an seinem Südufer den Suco Bahatata (Uatucarbau, Viqueque) und zieht einen Bogen nach Süden.
Wo der Oulauai in den Irebere mündet, endet die Gemeinde Baucau und der Irebere fließt Richtung Süden. Am Westufer liegt Bahatata, am Ostufer Caenlio, später am Westufer erst Irabin de Cima, dann Irabin de Baixo (beide Verwaltungsamt Uatucarbau, Gemeinde Viqueque), am Ostufer der Suco Tirilolo (Iliomar, Lautém). Schließlich mündet der Irebere in die Timorsee.

## Fauna und Flora
| Auf Timor und Wetar endemische und gefährdete Vogelarten im Gebiet der IBA Irebere |               |
| Vogelart                                                                           | Information   |
| Timortaube (Turacoena modesta)                                                     | gefährdet     |
| Sundafruchttaube (Ducula rosacea)                                                  | gefährdet     |
| Timorlederkopf (Philemon inornatus)                                                | endemisch     |
| Timorgerygone (Gerygone inornata)                                                  | endemisch     |
| Gelbwangenkakadu (Cacatua sulphurea)                                               | stark bedroht |
| Timorsittich (Aprosmictus jonquillaceus)                                           | gefährdet     |
| Temminckhonigfresser (Meliphaga reticulata)                                        |               |
| Orpheusdickkopf (Pachycephala orpheus)                                             | endemisch     |
| Sundapirol (Oriolus melanotis)                                                     | endemisch     |
| Timorstutzschwanz (Urosphena subulata)                                             | endemisch     |
| Macklot-Mistelfresser (Dicaeum maugei)                                             | endemisch     |
| Sonnennektarvogel (Cinnyris solaris)                                               |               |

An der Mündung des Irebere befindet sich eine Important Bird Area. Sie umfasst 16.554 ha mit tropischen Trockenwald und Felder des Sucos Tirilolo, bis etwa 20 Kilometer ins Landesinnere. Im Fluss und seiner Umgebung leben die Amboina-Scharnierschildkröte (Cuora amboinensis), die seltene McCords Schlangenhalsschildkröte (Chelodina mccordi timorensis) und Leistenkrokodile.
Der Flussuntergrund besteht aus Rundsteinen, die mit Algen bedeckt sind, und schlammigen Sediment. Größere Wasserpflanzen fehlen. Neun Fischarten konnten 2006 im Irebere nachgewiesen werden:
- Awaous melanocephalus
- Manilaschläfergrundel (Giuris margaritacea)
- Glossogobius celebius
- Lamnostoma mindora
- Lutjanus argentimaculatus
- Microphis retzii
- Microphis sp. (eventuell Microphis mento)
- Sicyopterus hageni
- Stenogobius blokzeyli